# Fontaine, Aube

Fontaine este o comună în departamentul Aube din nord-estul Franței. În 1 ianuarie 2022 avea o populație de 247 de locuitori.